# Son de l'espoir
Son de l'espoir est une radio internationale fondée en juin 2003 et apparentée au Falun Gong. La station est associée au journal Epoch Times et à la station de télévision New Tang Dynasty Television, laquelle n'a pas d'émissions en français. Son de l'espoir a pour président Allen Zeng et pour vice-président Sean Lin.

## Historique
La station était à l'origine en mandarin et émettait depuis Radio Taïwan International, la plus importante station de radio du gouvernement taïwanais. Elle diffuse maintenant des émissions non seulement en mandarin mais aussi en cantonais, anglais, français, espagnol, coréen et vietnamien. Le siège social de la radio en mandarin est dans la région de la baie de San Francisco en Californie (États-Unis), celui de la radio en anglais est à Sydney (Australie).

## Liens
Son de l'espoir est, selon un rapport du congrès des États-Unis, liée au mouvement Falun Gong. Comme Epoch Times et New Tang Dynasty Television, la radio fait partie d'un réseau de médias associés au mouvement,.

## Émissions
D'après son site sur le web, la station « souhaite établir un pont entre les cultures de l'Orient et de l'Occident » et a comme objectif de « diffuse[r] une information objective défendant les valeurs de liberté, de démocratie et de respect des droits de l'homme ».
Dans son émission hebdomadaire en français, l'Écho de l'Asie, ses nouvelles concernent surtout la Chine et l'Asie. Les émissions sur la Chine sont souvent critiques vis-à-vis du PCC. La station a par exemple créé une version audio des Neuf Commentaires sur le parti communiste, texte critiquant le parti communiste chinois écrit à l'origine par Epoch Times. À partir de 2005, ses émissions en direction de la Chine ont été brouillées. 
Dans Un thème culturel, un invité vient parler d'un aspect de la culture chinoise. On peut écouter les émissions sur Internet ou, dans certaines grandes villes, par radio. Pour les programmes en anglais, RSE diffuse sur Sydney, Chicago, et New York. La station a aussi commencé des podcasts, par exemple Mystérieux Univers.